# 블라디슬라우스 구트코우스키스
블라디슬라우스 구트코우스키스(라트비아어: Vladislavs Gutkovskis, 1995년 4월 2일~)는 라트비아의 축구 선수로 포지션은 센터포워드이다. 현재 대한민국 K리그1의 대전 하나 시티즌와 라트비아 국가대표팀의 일원으로 활동하고 있다. K리그 등록명은 구텍이다.

## 구단 경력
구트코우스키스는 2011년에 라트비아 비르스리가의 팀 JFK 올림프스에 입단하여 프로 선수 경력을 시작했다. 2012년에 비르스리가의 스콘토로 이적했으며 2013년에 1군 선수로 승격되었다.
2014년에 34경기에 출전하여 28골을 기록하여 리그 득점왕에 올랐고 2016년 폴란드 엑스트라클라사의 브루크베트 테르말리차 니에치에차로 이적했다. 이적한지 1시즌 만에 팀은 2부 리그로 강등되었으며 2020년에 폴란드의 엑스트라클라사 라쿠프 쳉스토호바로 이적했다. 이적 첫 시즌에는 팀의 리그 준우승에 기여했고 2020–21 시즌 폴란드컵에서 아르카 그디니아를 꺾고 우승에 기여했다. 또한 2021–22 시즌에 폴란드컵과 폴란드 슈퍼컵 우승을 달성했으며 2022–23년 시즌에는 리그 우승을 달성했다.
2023년 7월 대한민국 K리그1의 대전 하나 시티즌으로 이적했으며 7월 16일 인천 유나이티드와의 경기를 통해 K리그에 데뷔했다.

## 국가대표팀 경력
구트코우스키스는 2011년부터 라트비아 연령별 축구 국가대표팀에서 뛰었으며 2014년부터 2016년까지 라트비아 U-21 대표팀 선수로 활동했다.
2016년 9월 페로 제도와 헝가리와의 2018년 월드컵 지역 예선 경기를 앞두고 라트비아 성인 대표팀에 처음 발탁되었다. 그 해 10월 7일 스콘토 스타디움에서 열린 페로 제도와의 월드컵 지역 예선 경기를 통해 국제 A매치에 데뷔했으며 선발로 출전했다. 구트코우스키스는 64분에 지르츠 카를손스와 교체되었으며 경기는 0-2로 패했다.
2020년 11월 11일 세라발레에서 열린 산마리노와의 친선 경기에서 A매치 데뷔골을 기록했으며 2021년 9월에 지브롤터를 상대로 선수 경력 처음으로 A매치에서 2골을 기록했다.

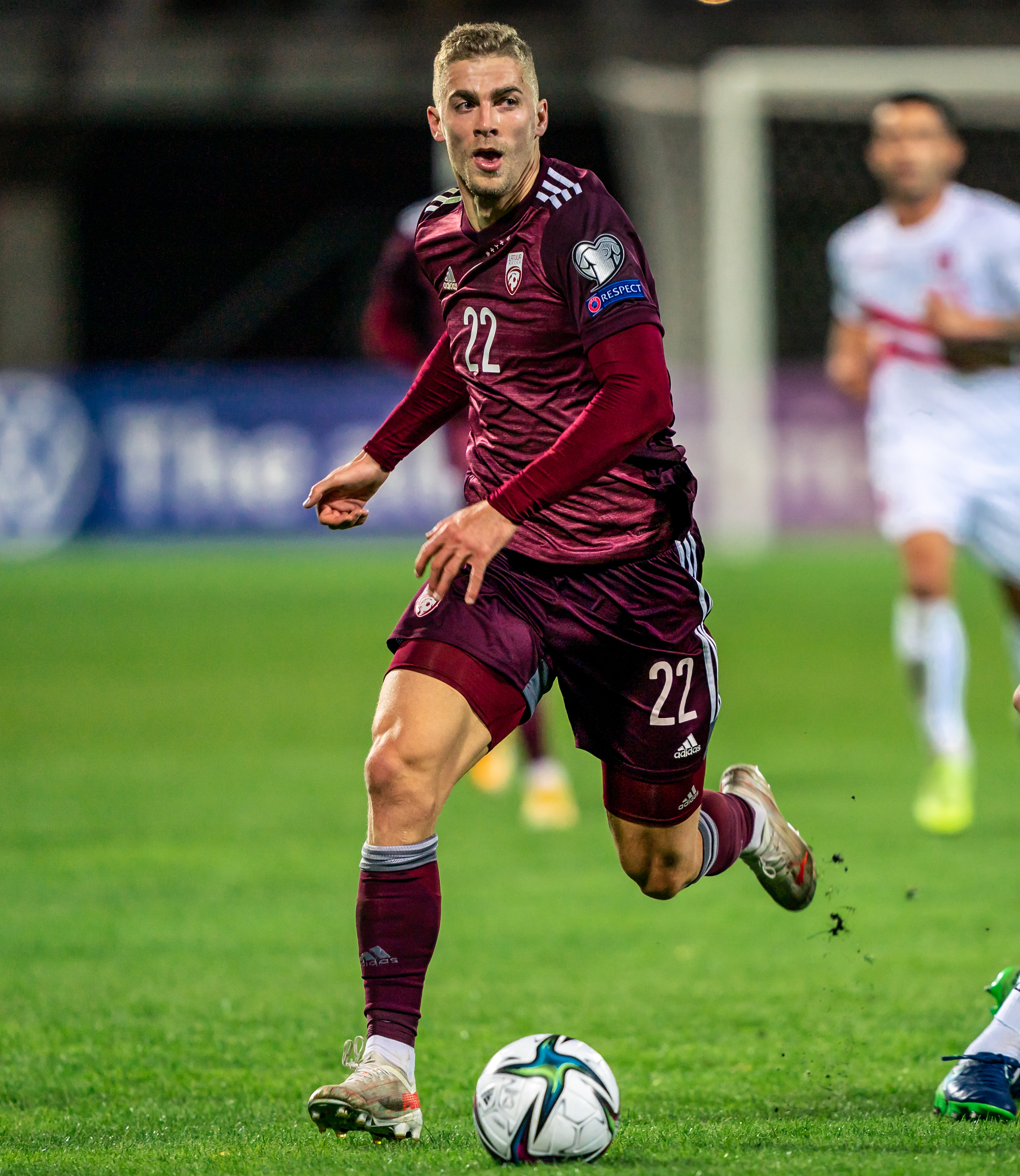
2021년 9월 라트비아 대표팀 경기를 뛰고 있는 구트코우스키스.

## 수상 내역
스콘토 FC
- 라트비아 컵 준우승: 2013–14
- 라트비아 슈퍼컵 준우승: 2013

 라쿠프 쳉스토호바
- 엑스트라클라사: 2022–23
- 폴란드 컵: 2020–21[3], 2021–22
- 폴란드 슈퍼컵: 2022

개인
- 라트비아 올해의 축구 선수: 2021, 2022
- 폴란드 컵 득점왕: 2020–21(5득점)
- 엑스트라클라사 이달의 선수: 2022년 11월